# Lijst van rijksmonumenten in Oost Gelre
De gemeente Oost Gelre telt 41 inschrijvingen in het rijksmonumentenregister. Hieronder een overzicht.

## Groenlo
De plaats Groenlo telt 13 inschrijvingen in het rijksmonumentenregister. Zie Lijst van rijksmonumenten in Groenlo voor een overzicht.

## Harreveld
De plaats Harreveld telt 2 inschrijvingen in het rijksmonumentenregister.
| Object         | Oorspronkelijke functie?  | Bouwjaar | Architect       | Locatie            | Coördinaten?                  | Nr.?   | Afbeelding        |
| -------------- | ------------------------- | -------- | --------------- | ------------------ | ----------------------------- | ------ | ----------------- |
| St. Agathakerk | Kerk en kerkonderdeel     | 1889     | Gerard te Riele | Kerkstraat 38      | 51° 58' 44" NB, 6° 30' 58" OL | 516287 | Meer afbeeldingen |
| Hermien        | Industrie- en poldermolen | 1819     |                 | Varsseveldseweg 88 | 51° 58' 19" NB, 6° 30' 47" OL | 25821  | Meer afbeeldingen |

## Lichtenvoorde
De plaats Lichtenvoorde telt 12 inschrijvingen in het rijksmonumentenregister. Zie Lijst van rijksmonumenten in Lichtenvoorde voor een overzicht.

## Lievelde
De plaats Lievelde telt 2 inschrijvingen in het rijksmonumentenregister.
| Object         | Oorspronkelijke functie? | Bouwjaar                                   | Architect | Locatie             | Coördinaten?                  | Nr.?  | Afbeelding        |
| -------------- | ------------------------ | ------------------------------------------ | --------- | ------------------- | ----------------------------- | ----- | ----------------- |
| Erve Kots      | Boerderij                | mogelijk 17e eeuw (bouw) 18e eeuw (uitbr.) |           | Eimersweg 4         | 52° 1' 15" NB, 6° 35' 27" OL  | 25822 | Meer afbeeldingen |
| Engelse Schans | Open verdedigingswerk    | 1627                                       |           | Schansweg/Flierdijk | 51° 59' 32" NB, 6° 33' 45" OL | 25824 | Meer afbeeldingen |

## Mariënvelde
De plaats Mariënvelde telt 3 inschrijvingen in het rijksmonumentenregister.
| Object                       | Oorspronkelijke functie?  | Bouwjaar | Architect | Locatie          | Coördinaten?                 | Nr.?   | Afbeelding                   |
| ---------------------------- | ------------------------- | -------- | --------- | ---------------- | ---------------------------- | ------ | ---------------------------- |
| Onze Lieve Vrouw van Lourdes | Kerk en kerkonderdeel     | 1932     |           | Waalderweg 3     | 52° 0' 42" NB, 6° 28' 20" OL | 509426 | Onze Lieve Vrouw van Lourdes |
| Pastorie met tussenlid       | Kerkelijke dienstwoning   | 1932     |           | Waalderweg 1     | 52° 0' 41" NB, 6° 28' 20" OL | 509427 | Pastorie met tussenlid       |
| Vrijstaand baarhuisje        | Begraafplaats en -onderdl | 1932     |           | Waalderweg bij 3 | 52° 0' 42" NB, 6° 28' 20" OL | 509428 | Vrijstaand baarhuisje        |

## Vragender
De plaats Vragender telt 2 inschrijvingen in het rijksmonumentenregister.
| Object | Oorspronkelijke functie?  | Bouwjaar        | Architect | Locatie                       | Coördinaten?                  | Nr.?  | Afbeelding        |
| --- | ------------------------- | --------------- | --------- | ----------------------------- | ----------------------------- | ----- | ----------------- |
| Ruïne van de Sint-Jacobskapel. Gedeelte van de westelijke travee van deze kapel met diagonale hoeksteunberen | Kerk en kerkonderdeel     | midden 15e eeuw |           | Pastoor Scheeperstraat bij 41 | 51° 59' 32" NB, 6° 33' 45" OL | 25823 | Meer afbeeldingen |
| De Vier Winden                                                                                               | Industrie- en poldermolen | 1958            |           | Winterswijkseweg 14           | 51° 59' 9" NB, 6° 36' 38" OL  | 25825 | Meer afbeeldingen |

## Zieuwent
De plaats Zieuwent telt 5 inschrijvingen in het rijksmonumentenregister.
| Object                                          | Oorspronkelijke functie? | Bouwjaar  | Architect      | Locatie                | Coördinaten?                 | Nr.?   | Afbeelding                                      |
| ----------------------------------------------- | ------------------------ | --------- | -------------- | ---------------------- | ---------------------------- | ------ | ----------------------------------------------- |
| Sint-Werenfriduskerk                            | Kerk en kerkonderdeel    | 1898-1899 | J.W. Boerbooms | Dorpsstraat 43         | 52° 0' 13" NB, 6° 31' 8" OL  | 25826  | Meer afbeeldingen                               |
| Statige hoeve                                   | Boerderij                | 19e eeuw  |                | Ruurloseweg 1          | 52° 0' 31" NB, 6° 30' 58" OL | 25827  | Meer afbeeldingen                               |
| Statige hoeve                                   | Boerderij                | 19e eeuw  |                | Ruurloseweg 2          | 52° 0' 30" NB, 6° 31' 3" OL  | 25828  | Meer afbeeldingen                               |
| Pastorie met koetshuis annex catechisatiegebouw | Kerkelijke dienstwoning  | 1898-1899 | J.W. Boerbooms | Dorpsstraat 41         | 52° 0' 13" NB, 6° 31' 7" OL  | 516278 | Pastorie met koetshuis annex catechisatiegebouw |
| Park achter pastorie en kerk                    | Tuin, park en plantsoen  | 1899-1900 |                | Dorpsstraat ong bij 41 | 52° 0' 12" NB, 6° 31' 6" OL  | 516279 | Park achter pastorie en kerk                    |

## Zwolle
De plaats Zwolle telt 2 inschrijvingen in het rijksmonumentenregister.
| Object              | Oorspronkelijke functie? | Bouwjaar | Architect | Locatie      | Coördinaten?                 | Nr.?  | Afbeelding        |
| ------------------- | ------------------------ | -------- | --------- | ------------ | ---------------------------- | ----- | ----------------- |
| Hoeve Het Reijrinck | Boerderij                | 1810     |           | Zwolseweg 21 | 52° 1' 53" NB, 6° 38' 53" OL | 14615 | Meer afbeeldingen |
| Erve 't Wissink     | Boerderij                | 1777     |           | Meddoseweg 6 | 52° 1' 18" NB, 6° 39' 29" OL | 14626 | Meer afbeeldingen |

Aalten ·
Apeldoorn ·
Arnhem ·
Barneveld ·
Berg en Dal ·
Berkelland ·
Beuningen ·
Bronckhorst ·
Brummen ·
Buren ·
Culemborg ·
Doesburg ·
Doetinchem ·
Druten ·
Duiven ·
Ede ·
Elburg ·
Epe ·
Ermelo ·
Harderwijk ·
Hattem ·
Heerde ·
Heumen ·
Lingewaard ·
Lochem ·
Maasdriel ·
Montferland ·
Neder-Betuwe ·
Nijkerk ·
Nijmegen ·
Nunspeet ·
Oldebroek ·
Oost Gelre ·
Oude IJsselstreek ·
Overbetuwe ·
Putten ·
Renkum ·
Rheden ·
Rozendaal ·
Scherpenzeel ·
Tiel ·
Voorst ·
Wageningen ·
West Betuwe ·
West Maas en Waal ·
Westervoort ·
Wijchen ·
Winterswijk ·
Zaltbommel ·
Zevenaar ·
Zutphen